# 60. Międzynarodowy Festiwal Filmowy w Wenecji
60. Międzynarodowy Festiwal Filmowy w Wenecji odbył się w dniach 27 sierpnia − 6 września 2003 roku. Imprezę otworzył pokaz amerykańskiego filmu Życie i cała reszta w reżyserii Woody’ego Allena. W konkursie głównym zaprezentowano 20 filmów pochodzących z 15 różnych krajów.
Jury pod przewodnictwem włoskiego reżysera Mario Monicellego przyznało nagrodę główną festiwalu, Złotego Lwa, rosyjskiemu filmowi Powrót w reżyserii Andrieja Zwiagincewa. Drugą nagrodę w konkursie głównym, Grand Prix Jury, przyznano libańskiemu filmowi Latawiec w reżyserii Randy Chahal Sabag.
Honorowego Złotego Lwa za całokształt twórczości odebrali włoski producent filmowy Dino De Laurentiis i egipski aktor Omar Sharif. Galę otwarcia i zamknięcia festiwalu prowadziła włoska aktorka Alessandra Martines

## Członkowie jury

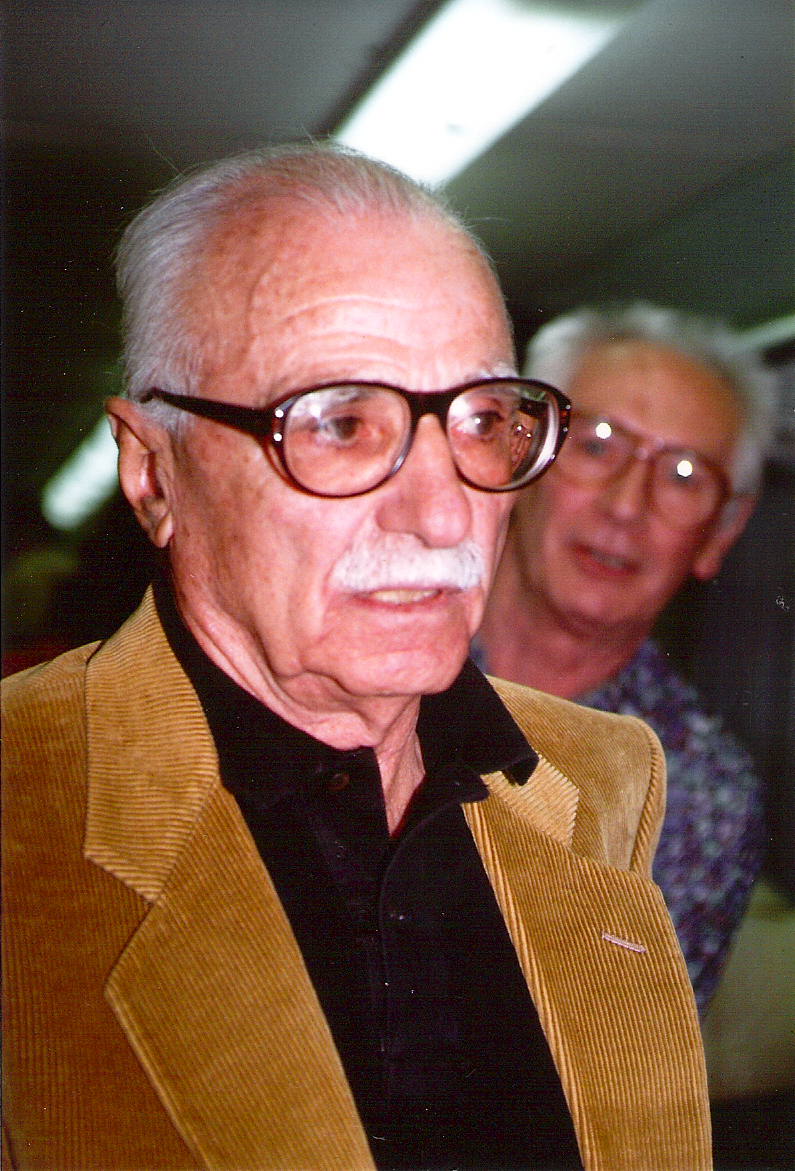
Przewodniczący jury konkursu głównego Mario Monicelli.

### Konkurs główny
- Mario Monicelli, włoski reżyser − przewodniczący jury[8][9]
- Stefano Accorsi, włoski aktor
- Michael Ballhaus, niemiecki operator filmowy
- Ann Hui, hongkońska reżyserka
- Pierre Jolivet, francuski reżyser
- Monty Montgomery, amerykański producent filmowy
- Assumpta Serna, hiszpańska aktorka

### Sekcja "Controcorrente"
- Laure Adler, francuska dziennikarka − przewodnicząca jury
- Vito Amoruso, włoski historyk kina
- Samir Farid, egipski krytyk filmowy
- Rene Liu, tajwańska aktorka
- Ulrich Tukur, niemiecki aktor

### Nagroda im. Luigiego De Laurentiisa
- Lia van Leer, założycielka Izraelskiego Archiwum Filmowego i MFF w Jerozolimie − przewodnicząca jury
- Jannike Åhlund, szwedzka krytyczka filmowa
- Pierre-Henri Deleau, współzałożyciel sekcji "Quinzaine des Réalisateurs" na MFF w Cannes
- Stefan Kitanov, dyrektor MFF w Sofii
- Peter Scarlet, były dyrektor Cinémathèque Française

## Selekcja oficjalna

### Konkurs główny
Następujące filmy zostały wyselekcjonowane do udziału w konkursie głównym o Złotego Lwa:
| Tytuł polski              | Tytuł oryginalny            | Reżyseria                   | Kraj produkcji    |
| ------------------------- | --------------------------- | --------------------------- | ----------------- |
| 21 gramów                 | 21 Grams                    | Alejandro González Iñárritu | Stany Zjednoczone |
| Opowieści z sąsiedztwa    | עלילה Alila                 | Amos Gitaj                  | Izrael            |
| Żona dobrego prawnika     | 바람난 가족 Baramnan gajok  | Im Sang-soo                 | Korea Południowa  |
| Goodbye, Dragon Inn       | 不散 Bu san                 | Tsai Ming-liang             | Tajwan            |
| Witaj, nocy               | Buongiorno, notte           | Marco Bellocchio            | Włochy            |
| Latawiec                  | طيّارة من ورق Le cerf-volant | Randa Chahal Sabag          | Liban             |
| Kodeks 46                 | Code 46                     | Michael Winterbottom        | Wielka Brytania   |
| Ruchome słowa             | Um Filme Falado             | Manoel de Oliveira          | Portugalia        |
| Mroczna Argentyna         | Imagining Argentina         | Christopher Hampton         | Wielka Brytania   |
| The Floating Landscape    | 戀之風景 Luen ji fung ging  | Lai Miu-Suet                | Hongkong          |
| Cud                       | Il miracolo                 | Edoardo Winspeare           | Włochy            |
| Pornografia               | Pornografia                 | Jan Jakub Kolski            | Polska            |
| Raja                      | Raja                        | Jacques Doillon             | Francja           |
| Rosenstrasse              | Rosenstraße                 | Margarethe von Trotta       | Niemcy            |
| Segreti di stato          | Segreti di stato            | Paolo Benvenuti             | Włochy            |
| Uczucia                   | Les sentiments              | Noémie Lvovsky              | Francja           |
| Miłosne spojrzenia        | Сјај у очима Sjaj u očima   | Srđan Karanović             | Serbia            |
| Dwadzieścia dziewięć palm | Twentynine Palms            | Bruno Dumont                | Francja           |
| Powrót                    | Возвращение Wozwraszczenije | Andriej Zwiagincew          | Rosja             |
| Zatōichi                  | 座頭市 Zatōichi             | Takeshi Kitano              | Japonia           |

### Pokazy pozakonkursowe
Następujące filmy zostały wyświetlone na festiwalu w ramach pokazów pozakonkursowych i specjalnych:
| Tytuł polski                                                   | Tytuł oryginalny                        | Reżyseria                                                 | Kraj produkcji    |
| -------------------------------------------------------------- | --------------------------------------- | --------------------------------------------------------- | ----------------- |
| Życie i cała reszta                                            | Anything Else                           | Woody Allen                                               | Stany Zjednoczone |
| Martin Scorsese przedstawia: The Blues (miniserial, 4 odcinki) | The Blues                               | Martin Scorsese, Marc Levin, Mike Figgis i Richard Pearce | Stany Zjednoczone |
| Kawa i papierosy                                               | Coffee and Cigarettes                   | Jim Jarmusch                                              | Stany Zjednoczone |
| Rozwód po francusku                                            | Le divorce                              | James Ivory                                               | Stany Zjednoczone |
| Marzyciele                                                     | The Dreamers                            | Bernardo Bertolucci                                       | Włochy            |
| Piętno                                                         | The Human Stain                         | Robert Benton                                             | Stany Zjednoczone |
| Okrucieństwo nie do przyjęcia                                  | Intolerable Cruelty                     | Joel Coen                                                 | Stany Zjednoczone |
| Naciągacze                                                     | Matchstick Men                          | Ridley Scott                                              | Stany Zjednoczone |
| Pan Ibrahim i kwiaty Koranu                                    | Monsieur Ibrahim et les fleurs du Coran | François Dupeyron                                         | Francja           |
| Pewnego razu w Meksyku: Desperado 2                            | Once Upon a Time in Mexico              | Robert Rodriguez                                          | Stany Zjednoczone |

### Sekcja "Controcorrente"
Następujące filmy zostały wyświetlone na festiwalu w ramach sekcji "Controcorrente" o Nagrodę San Marco:
| Tytuł polski                    | Tytuł oryginalny                              | Reżyseria                      | Kraj produkcji    |
| ------------------------------- | --------------------------------------------- | ------------------------------ | ----------------- |
| Ponownie w lesie                | আবার অরণ্যে Abar Aranye                          | Goutam Ghose                   | Indie             |
| Pierwsza litera                 | ابجد Abjad                                    | Abolfazl Jalili                | Iran              |
| Antena                          | アンテナ Antena                               | Kazuyoshi Kumakiri             | Japonia           |
| Błoto                           | Çamur                                         | Derviş Zaim                    | Turcja            |
| Dom nadziei                     | Casa de los babys                             | John Sayles                    | Stany Zjednoczone |
| Pięć nieczystych zagrań         | De fem benspænd                               | Jørgen Leth i Lars von Trier   | Dania             |
| Uwolnić się                     | Liberi                                        | Gianluca Maria Tavarelli       | Włochy            |
| Między słowami                  | Lost in Translation                           | Sofia Coppola                  | Stany Zjednoczone |
| Pyton                           | Pitons                                        | Laila Pakalniņa                | Łotwa             |
| Miejsce wśród żywych            | Une place parmi les vivants                   | Raúl Ruiz                      | Francja           |
| La quimera de los héroes        | La quimera de los héroes                      | Daniel Rosenfeld               | Argentyna         |
| Powrót Cagliostro               | Il ritorno di Cagliostro                      | Daniele Ciprì i Franco Maresco | Włochy            |
| Ostatnie życie we wszechświecie | เรื่องรัก น้อยนิด มหาศาล Ruang rak noi nid mahasan | Pen-Ek Ratanaruang             | Tajlandia         |
| Schultze i blues                | Schultze Gets the Blues                       | Michael Schorr                 | Niemcy            |
| Cisza między dwiema myślami     | سکوت میان دو فکر Sokoote beine do fekr        | Babak Payami                   | Iran              |
| Zamach na słońce                | Le soleil assassiné                           | Abdelkrim Bahloul              | Algieria          |
| Podróżnicy i magowie            | Travellers and Magicians                      | Khyentse Norbu                 | Bhutan            |
| Vodka Lemon                     | ڤۆدکا لیمۆ Vodka Lemon                        | Hiner Saleem                   | Armenia           |

## Laureaci nagród

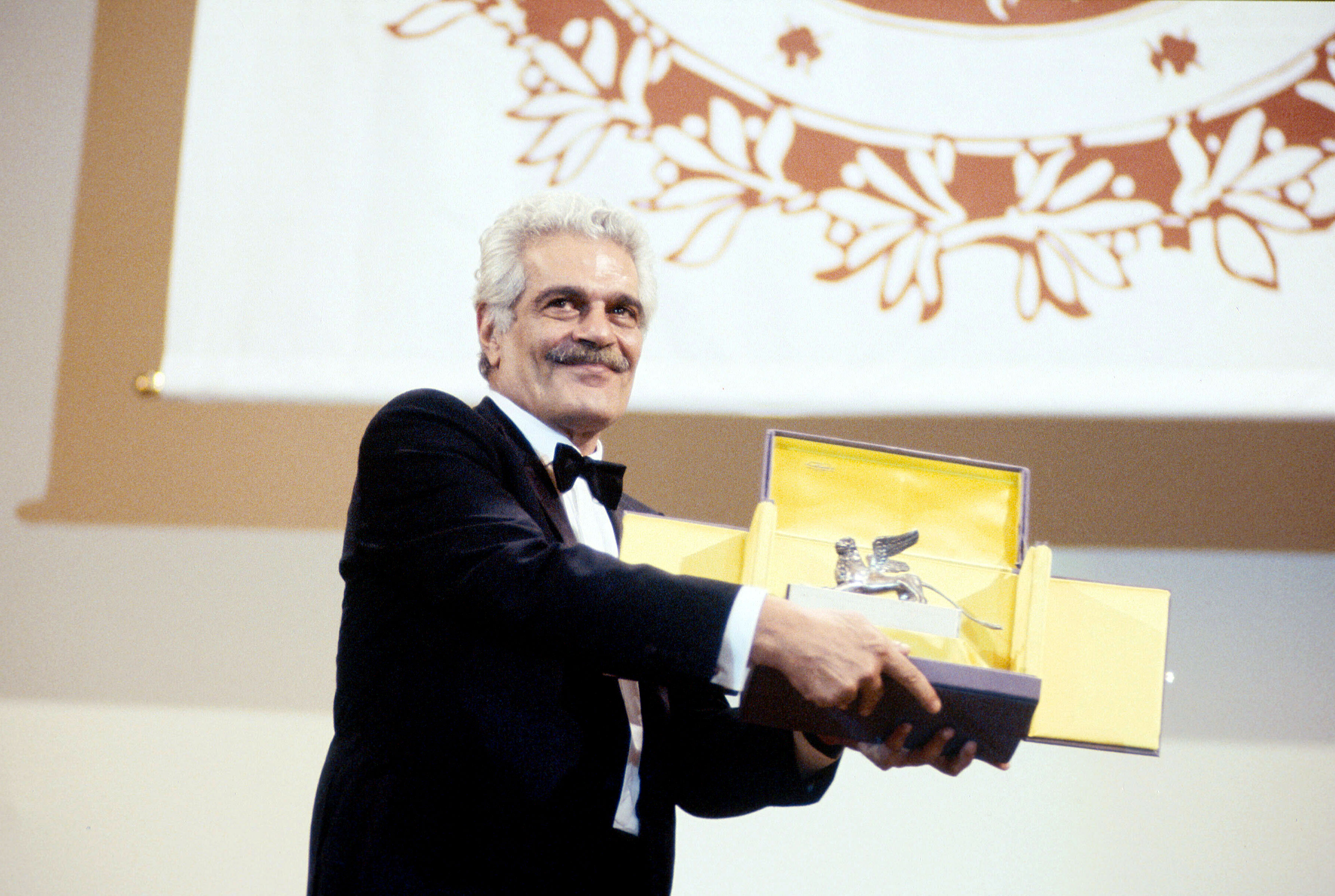
Omar Sharif, laureat Honorowego Złotego Lwa.

### Konkurs główny
Złoty Lew
- Powrót, reż. Andriej Zwiagincew

Grand Prix Jury
- Latawiec, reż. Randa Chahal Sabag

Srebrny Lew dla najlepszego reżysera
- Takeshi Kitano − Zatōichi

Puchar Volpiego dla najlepszej aktorki
- Katja Riemann − Rosenstrasse

Puchar Volpiego dla najlepszego aktora
- Sean Penn − 21 gramów

Nagroda Specjalna za indywidualny wkład artystyczny
- Marco Bellocchio za scenariusz do filmu Witaj, nocy

Nagroda im. Marcello Mastroianniego dla początkującego aktora lub aktorki
- Najat Benssallem − Raja

### Sekcja "Controcorrente"
Nagroda San Marco za najlepszy film
- Vodka Lemon, reż. Hiner Saleem

Nagroda Specjalna za reżyserię
- Michael Schorr − Schultze i blues

Nagroda dla najlepszej aktorki
- Scarlett Johansson − Między słowami

Nagroda dla najlepszego aktora
- Tadanobu Asano − Ostatnie życie we wszechświecie

Wyróżnienie Specjalne
- La quimera de los héroes, reż. Daniel Rosenfeld

### Wybrane pozostałe nagrody
Nagroda im. Luigiego De Laurentiisa za najlepszy debiut reżyserski
- Powrót, reż. Andriej Zwiagincew
  - Wyróżnienie Specjalne:  Ostatni pociąg, reż. Aleksiej German młodszy /  Taniec na trzy kroki, reż. Salvatore Mereu

Srebrny Lew za najlepszy film krótkometrażowy w sekcji "Corto Cortissimo"
- Ropa, reż. Murad Ibragimbiekow
  - Wyróżnienie Specjalne:  Na wysokościach, reż. Andreas Krein

Nagroda FIPRESCI
- Konkurs główny:  Goodbye, Dragon Inn, reż. Tsai Ming-liang
- Sekcje paralelne:  Kraj bez kobiet, reż. Manish Jha

Nagroda im. Francesco Pasinettiego (SNGCI – Narodowego Stowarzyszenia Włoskich Krytyków Filmowych)
- Najlepszy włoski film:  Woda i ogień, reż. Luciano Emmer
- Najlepszy włoski aktor:  Roberto Herlitzka − Witaj, nocy
- Najlepsza włoska aktorka:  Maya Sansa − Witaj, nocy
  - Wyróżnienie Specjalne:  Luigi Maria Burruano − Powrót Cagliostro i Uwolnić się

Nagroda SIGNIS (Międzynarodowej Organizacji Mediów Katolickich)
- Powrót, reż. Andriej Zwiagincew
- Ruchome słowa, reż. Manoel de Oliveira
  - Wyróżnienie Specjalne:  Rosenstrasse, reż. Margarethe von Trotta

Nagroda UNICEF-u
- Rosenstrasse, reż. Margarethe von Trotta

Nagroda UNESCO
- Błoto, reż. Derviş Zaim

Honorowy Złoty Lew za całokształt twórczości
- Dino De Laurentiis
- Omar Sharif